# 岡内ひかり
岡内 ひかり（おかうち ひかり、1995年9月27日 - ）南海放送報道制作局アナウンス室所属のアナウンサー。

## 来歴・人物
愛光中学校・高等学校、中央大学法学部を卒業。2018年、地元のテレビ放送局南海放送に総合職社員として入社。その後、ラジオ制作局で働いていたが、2019年にアナウンス室に異動した。趣味は釣り。
ラップグループ「赤弾チョップ」公式マネージャー。

## 出演番組
- キラリ☆夜なカフェ[2]
- もぎたてテレビ[2]
- 特命副知事みきゃん大作戦～愛顔の秘密まじめに調査～[2]
- 元気!えひめ農業[2]
- なんかいNEWS・なんかいNEWSファイナル
- 愛媛新聞ニュース